# 21956 Тенґейд
21956 Тенґейд (21956 Thangada) — астероїд головного поясу, відкритий 6 листопада 1999 року.
Тіссеранів параметр щодо Юпітера — 3,307.